# Лежино
Лежино (укр. Лежине) — село,
Наталовский сельский совет,
Запорожский район,
Запорожская область,
Украина.
Код КОАТУУ — 2322186803. Население по переписи 2001 года составляло 1653 человека.

## Географическое положение
Село Лежино находится на расстоянии в 2 км от села Степное и в 2,5 км от села Новостепнянское.
Через село проходит железная дорога, станция Лежино.

## История
- 1867 год — дата основания как село Ней-Шенвизе.
- В 1938 году переименовано в село Новодмитревка.
- В 1975 году переименовано в село Лежино.

## Экономика
- «Укрпромсервис-2000», ЧП.
- «Викл Ко ЛТД», ООО.
- «Интер», ООО.

## Объекты социальной сферы
- Школа.

## Достопримечательности
- Братская могила советских воинов.
- Остатки башни (водонапорной), которая была сложена из тесанного камня.
- Каменный арочный дренажный туннель возле железной дороги
- Старые меннонитские кирпичные дома
- Старое меннонитское кладбище в центре села
- Железнодорожные постройки начала XX века, включая вокзала